# 大阪大学出版会
大阪大学出版会（おおさかだいがくしゅっぱんかい、英称:Osaka University Press）は、大阪大学の出版部。運営を行っているのは、「一般財団法人大阪大学後援会・出版事業部」であるが、対外的には「大阪大学出版会」と称している。

## 概要
- 設立：1993年（平成5年）4月
- 会長：三成賢次　大阪大学大学院法学研究科教授
- 2014年、『ドーナツを穴だけ残して食べる方法』の刊行により第11回「出版梓会新聞社学芸文化賞・特別賞」を受賞。

## 所在地
- 大阪府吹田市山田丘2-7　大阪大学ウエストフロント

## 主な出版物
シリーズ
- 阪大リーブル
- 大阪大学総合学術博物館叢書
- 世界の言語シリーズ
- 大阪大学新世紀セミナー
- 大阪大学新世紀レクチャー